# تيريزا سيلما
تيريزا راموس سيلما مونتي (بالإسبانية: Teresa Ramos Selma Monte)‏ هي ممثلة فنزويلية ولدت في بويرتو بيريتو يوم 13 أغسطس 1930. لعبت أدوارًا في السينما والمسرح والتلفاز والدبلجة.

## حياتها
درست الطب النفسي في فنزويلا ثم مارسته لمدة خمس سنوات. وخلال حكم ماركوس بيريز خيمينيز هاجرت إلى المكسيك. ثم درست المسرح مع المخرج سيكي سانو.

## عملها
ظهرت لأول مرة كممثلة في مسرحية الحب عام 1950، وفي عام 1957 عملت في العديد من المسلسلات المكسيكية. خلال ستينيات وسبعينيات القرن العشرين، عملت في الدبلجة لشركة CINSA. وقدمت صوتًا إسبانيًا للممثلات بما في ذلك باتسي كيلي وجانيت مارغولين ومارلين مونرو.

## تكريمها
كُرِّمت سيلما عام 2015 في الموسم العالمي للفنون المسرحية «كوتزلكواتل » من طرف إيزابيل كوينتانار، رئيسة المركز المكسيكي للمعهد الدولي للمسرح.

## وصلات خارجية
- تيريزا سيلما على موقع IMDb (الإنجليزية)